# اچ‌ام‌اس سی۱۴
اچ‌ام‌اس سی۱۴ (به انگلیسی: HMS C14) یک زیردریایی بود که طول آن ۱۴۳ فوت ۲ اینچ (۴۳٫۶۴ متر) بود. این زیردریایی در سال ۱۹۰۷ ساخته شد.